# 1125
Високе Середньовіччя •  Золота доба ісламу •  Реконкіста •  Хрестові походи •  Київська Русь

## Геополітична ситуація
Візантію очолює Іоанн II Комнін (до 1143). Лотар II став королем Німеччини (до 1137), Людовик VI Товстий є королем Франції (до 1137).
Апеннінський півострів розділений: північ належить Священній Римській імперії, середню частину займає Папська область, південна частина півострова окупована норманами. Деякі міста півночі: Венеція, Піза, Генуя, мають статус міст-республік.
Південь Піренейського півострова захопили Альморавіди. Північну частину півострова займають християнські Кастилія, Леон (Астурія, Галісія), Наварра та Арагон, Барселона. Королем Англії є Генріх I Боклерк (до 1135), королем Данії Нільс I (до 1134).
У Київській Русі почав княжити Мстислав Великий (до 1132). У Польщі княжить Болеслав III Кривоустий (до 1138). На чолі королівства Угорщина стоїть Іштван II (до 1131).
На Близькому сході існують держави хрестоносців: Єрусалимське королівство, Антіохійське князівство, Едеське графство, графство Триполі. Сельджуки окупували Персію та Малу Азію, в Єгипті владу утримують Фатіміди, у Магрибі панують Альморавіди, у Середній Азії правлять Караханіди, Газневіди втримують частину Індії. У Китаї співіснують держава ханців, де править династія Сун, держава чжурчженів, де править династія Цзінь, та держава тангутів Західна Ся. На півдні Індії домінує Чола. В Японії триває період Хей'ан.

## Події
- Після смерті Володимира Мономаха у Києві почав княжити його син Мстислав Великий.
- Битва біля Полкстіня
- Інший син Мономаха Юрій Довгорукий, князь суздальський, став фактично незалежним.
- Лотар із Супплінбурга став римським королем (королем Німеччини) після смерті імператора Генріха V. Лотару довелося боротися за владу з Гогенштауфенами.
- Хрестоносці завдали поразки сельджукам у битві при Аазазі.
- Убито шведського короля Інге II Молодшого. Магнус I Сильний проголосив себе королем у Гетеланді, а Рагнвальд Інгесон у Свеланді.
- Чжурчжені знищили державу киданів Ляо і розпочали наступ на землі династії Сун.

## Померли
- 19 травня — На 72-у році життя помер великий князь київський Володимир II Мономах.
- 23 травня — На 39-у році життя помер Генріх V, німецький король, імператор Священної Римської імперії (з 1106), останній з франконської династії.